# بخش کامنگ غربی
بخش کامنگ غربی (به انگلیسی: West Kameng district) یک منطقهٔ مسکونی در هند است که در آروناچال پرادش واقع شده‌است. بخش کامنگ غربی ۷٬۴۲۲ کیلومتر مربع مساحت و ۸۳٬۹۴۷ نفر جمعیت دارد.